# ね (EAST END×YURIの曲)
「ね」は、EAST END×YURIの5枚目のシングル。1995年12月1日発売。

## 概要
当時の価格はC/W曲無しで、税別777円。
三菱自動車 パジェロジュニアのCMソングに使用された。 

## 収録曲
作詞:GAKU
作曲:YOGGY
1. ね (4:51)
2. ね (backing track) (4:51)